# Euxesta macquarti
Euxesta macquarti är en tvåvingeart som först beskrevs av Ignaz Rudolph Schiner 1868.
Euxesta macquarti ingår i släktet Euxesta och familjen fläckflugor. Artens utbredningsområde är Venezuela. Inga underarter finns listade i Catalogue of Life.